# Geoff Capes

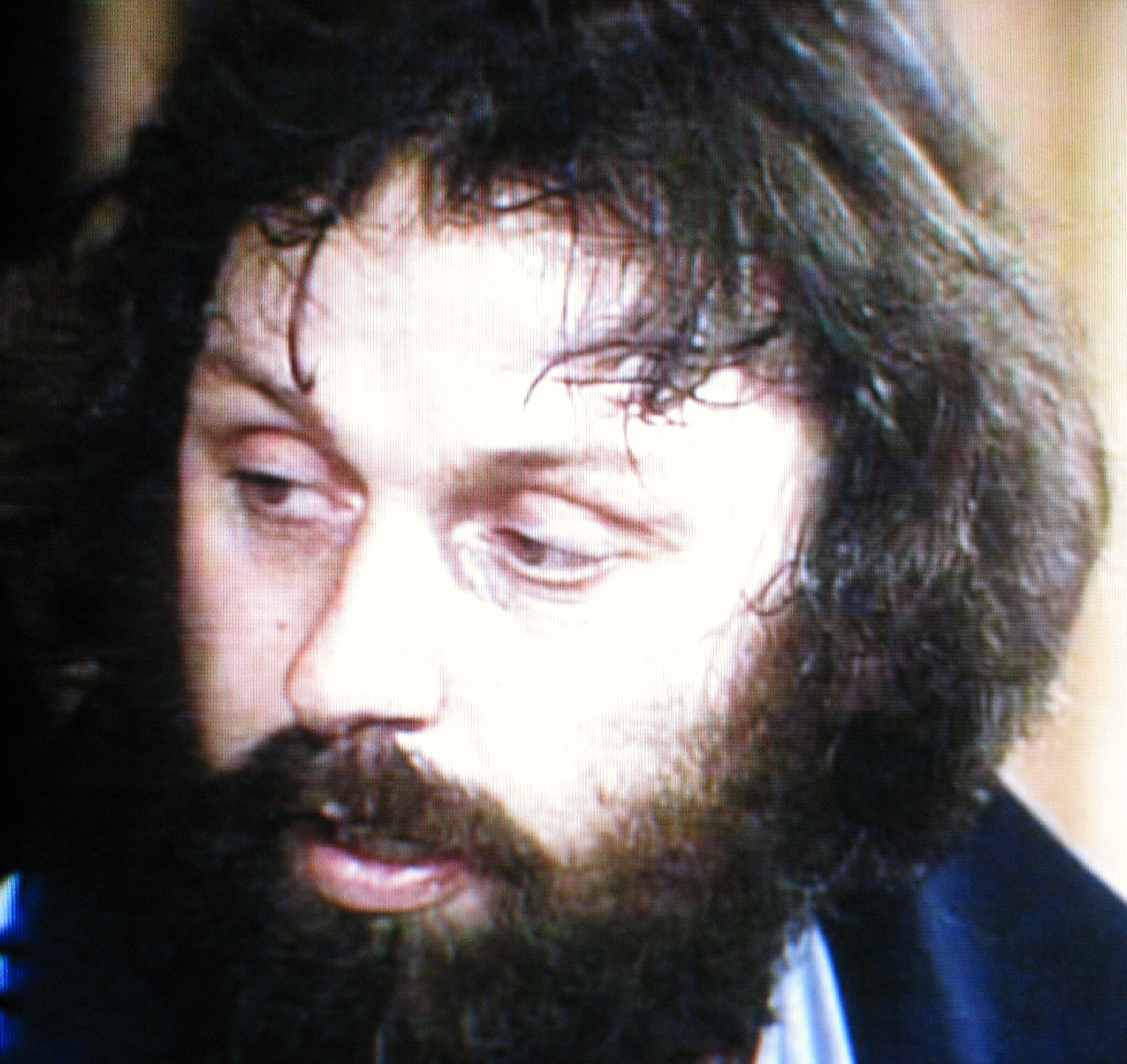
Geoff Capes in den 1980er Jahren

Geoff Capes (eigentlich: Geoffrey Lewis Capes; * 23. August 1949 in Holbeach, Lincolnshire; † 23. Oktober 2024) war ein britischer Kugelstoßer, Strongman und Highland-Games-Teilnehmer.

## Leben
Bei den British Commonwealth Games 1970 in Edinburgh wurde er für England startend Vierter.
1972 wurde er Achter bei den Halleneuropameisterschaften in Grenoble und schied bei den Olympischen Spielen in München in der Qualifikation aus. Im Jahr darauf wurde er Siebter bei den Halleneuropameisterschaften in Rotterdam.
1974 siegte er bei den British Commonwealth Games 1974 im Kugelstoßen und wurde Fünfter im Diskuswurf. Einem Sieg bei den Halleneuropameisterschaften in Göteborg folgte eine Bronzemedaille bei den Europameisterschaften in Rom und eine Silbermedaille bei den Halleneuropameisterschaften 1975 in Katowice.
1976 siegte er bei den Halleneuropameisterschaften in München und wurde Sechster bei den Olympischen Spielen in Montreal. Bei den Halleneuropameisterschaften 1977 in San Sebastián holte er Silber, bei den Halleneuropameisterschaften 1978 in Mailand Bronze.
Nachdem er bei den Commonwealth Games 1978 seinen Titel im Kugelstoßen verteidigt hatte, erreichte er kurz danach bei den Europameisterschaften in Prag das Finale, in dem ihm jedoch kein gültiger Stoß gelang. 1979 stand er als Zweiter bei den Halleneuropameisterschaften in Wien zum sechsten Mal in Folge auf dem Treppchen bei dieser Veranstaltung. Bei den Olympischen Spielen 1980 in Moskau wurde er Fünfter.
Siebenmal wurde er AAA-Meister im Freien (1972, 1973, 1975–1979) und sechsmal in der Halle (1971, 1972, 1974, 1975, 1977, 1978).
Nach dem Ende seiner Leichtathletikkarriere gewann er 1983 und 1985 den Wettbewerb The World’s Strongest Men. Außerdem war er als Züchter von Wellensittichen erfolgreich.
Er verstarb am 23. Oktober 2024 im Alter von 75 Jahren.

## Persönliche Bestleistungen
- Kugelstoßen: 21,68 m, 18. Mai 1980, Cwmbran
  - Halle: 20,98 m, 16. Januar 1976, Los Angeles
- Diskuswurf: 58,34 m, 29. September 1973, London